# 1. FlaK-Division

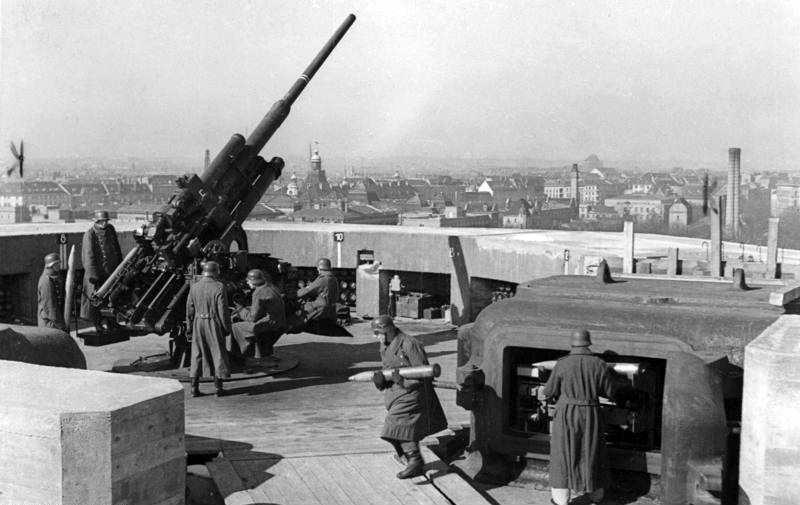
Cannone antiaereo pesante al bunker del Zoologischer Garten Berlin

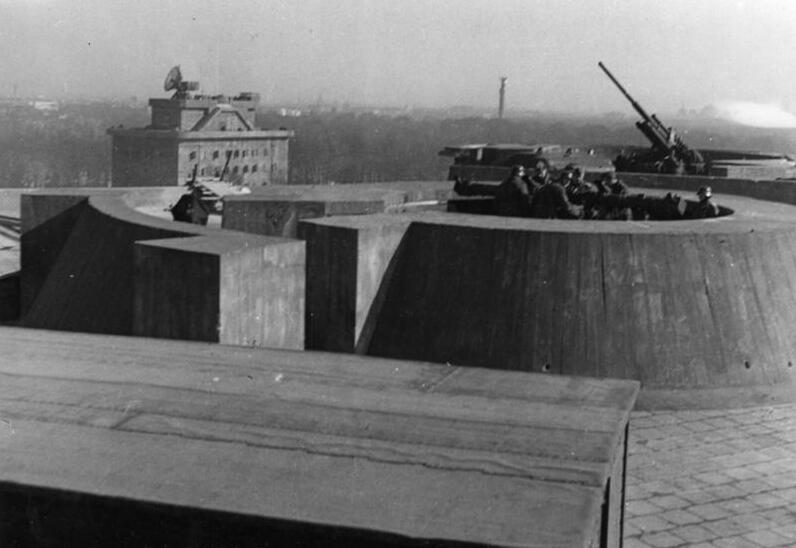
Soldati della 1. Flak-Division durante un'esercitazione il 16 aprile 1942

Rappresentazione grafica delle batterie antiaeree utilizzate a Berlino dal 1939 al 1945

La 1. Flak-Division fu una divisione militare della Luftwaffe (aeronautica militare tedesca) costituita da truppe dotate di armamento antiaereo. Era responsabile della difesa aerea nell'area metropolitana di Berlino.

## Storia
La progettazione e installazione di un comando di difesa aerea a Berlino iniziò nell'estate del 1938, quando il 1º agosto il colonnello Braun venne posto al comando, venendo però ucciso il 4 agosto dello stesso anno. Gli succedette il generale Gerhard Hoffmann, il quale conservò il comando fino al 23 giugno 1940, per poi essere rimpiazzato dal colonnello Werner Prellberg, il quale si occupò della difesa aerea fino al 5 luglio 1940, quando gli subentrò Ludwig Schliffahrt, sotto il quale il Comando della Difesa Aerea Berlino 1 venne rinominato il 1º settembre 1941 1. Flak-Division.
Il compito principale della 1. Flak-Division prima della guerra era la difesa aerea della Grande Berlino. Il comando di difesa aerea era direttamente sotto il comando del Luftgaukommando III e aveva la seguente struttura:
- Flakregiment 12
- Flakregiment 22
- Flakregiment General Göring

La potenza di fuoco del comando era di 60 batterie antiaeree pesanti, 35 medie, 6 palloni di sbarramento aereo, 9 Fla-MG compagnie e numerose luci d'avvistamento aereo.

### Seconda guerra mondiale
All'inizio della seconda guerra mondiale il Flakregiment 12 era preposto alla difesa del sud-est di Berlino, nel quartiere di Lankwitz. Il Flakregiment 22 si trovava nel nord-ovest, nel quartiere di Reinickendorf. Infine il Flakregiment General Göring era responsabile della protezione di Potsdam, in particolare della sede dell'Oberkommando der Luftwaffe.
La potenza di fuoco pre-bellica non poteva però esser mantenuta al precedente livello elevato e rapidamente si ridusse a 53 batterie pesanti e 24 medie e leggere; allo stesso modo si passò dai 17 proiettori di avvistamento aereo a 12. A metà agosto 1940, a causa specialmente della fornitura di armamenti verso il fronte occidentale, il numero di batterie antiaeree scese a 19 pesanti e 12 medie. Per il controllo dello spazio aereo, il numero di proiettori d'avvistamento per tutta Berlino arrivò a sole otto batterie. La riduzione della potenza di fuoco della 1ª Flak-Division portò all'impossibilità di assicurare la difesa di tutta la superficie di Berlino, soprattutto per quanto riguardava i bombardamenti notturni. Le numerose proteste avanzate dal Luftgaukommando III (comando di regione aerea III) rimasero inascoltate. Solo dopo i primi attacchi aerei britannici, che avano avuto luogo nell'agosto 1940, le forze della 1. Flak-Division vennero in fretta ampliate. Come risultato vennero costruite le prime Berliner Flaktürme, armate con cannoni binati da 128 mm. Dopo l'ampliamento la 1. Flak-Division disponeva nel dicembre 1941 di 51 batterie pesanti, 23 medie e 26 proiettori d'avvistamento.
Al 31 dicembre 1941 la 1. Flak-Division disponeva di più di 75 batterie pesanti, 49 medie e oltre 24 proiettori d'avvistamento. Al 1º novembre 1943 l'ordine di battaglia era formato da:
- Flakregiment 22 (Flakgruppe Süd a Lankwitz)
- Flakregiment 53 (Flakgruppe Nord a Heiligensee)
- Flakregiment 126 (Flakgruppe West a Reinickendorf)
- Flakregiment 172 (Flakgruppe Ost – solo fino al 25 agosto 1944)
- Flakscheinwerferregiment 82 (82º reggimento riflettori antiaerei)

Alla fine del 1944 la difesa aerea era composta da 104 batterie pesanti, ma solo 25 medie e 20 proiettori; le devastazioni date dai bombardamenti alleati e l'offensiva sovietica dell'inizio del 1945 fece nuovamente scendere le batterie pesanti a 57-44 unità.
All'inizio di febbraio 1945 infine la 1. Flak-Division fu posta alle dipendenze del comandante la piazza di Berlino in vista degli imminenti combattimenti. A questo scopo il Flakregiment 53 venne esonerato dai compiti che aveva fino a quel momento e fu spostato sul fronte dell'Oder. Le alte sfere dell'esercito pianificavano per la fase finale della battaglia di Berlino di schierare 47 gruppi di combattimento con personale della 1. Flak-Division, ma dato che la divisione disponeva di cannoni per sole 44 batterie pesanti, era impossibile equipaggiare tutti i gruppi. In che misura questi piani furono effettivamente messi in pratica nella confusione degli ultimi giorni di guerra, non può essere chiarito. Con la consegna per l'uso terrestre ad altre unità degli ultimi pezzi contraerei, o almeno di quelli che potevano essere in qualche modo trainati e non facenti parte di installazioni fisse, fu dato il colpo di grazia alla già debole difesa aerea di Berlino.
A metà di aprile 1945 la 1. Flak-Division fu posta alle dipendenze del II. Flak-Korps. Il reparto comando si era acquartierato nel bunker del Flakturm al Zoologischer Garten Berlin, da dove i pezzi dell'unità riuscirono a fornire un efficace supporto di fuoco alle truppe di terra. Il 2 maggio Berlino capitolò per ordine del comandante la piazza, generale Weidling. Così cessarono i combattimenti anche per le unità della 1. Flak-Division ancora esistenti. I superstiti furono fatti prigionieri dai sovietici.

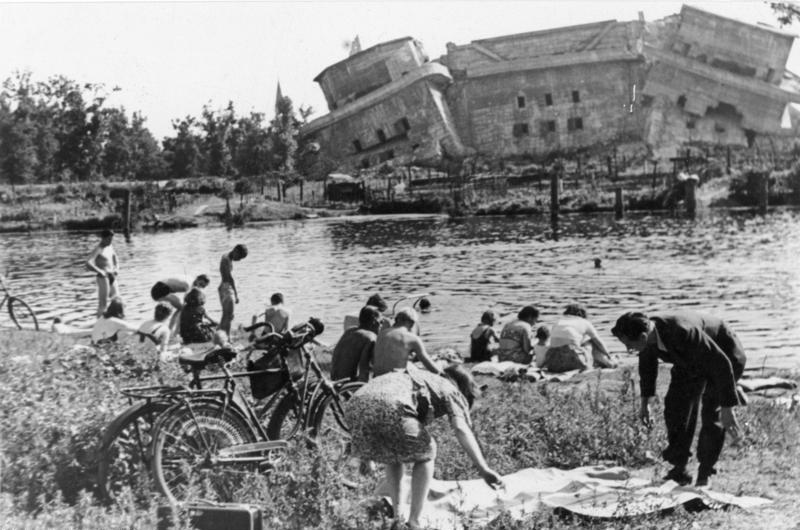
Il bunker antiaereo distrutto nello zoo di Berlino, l'ultimo posto di comando dello Stato Maggiore della 1. Flak-Division
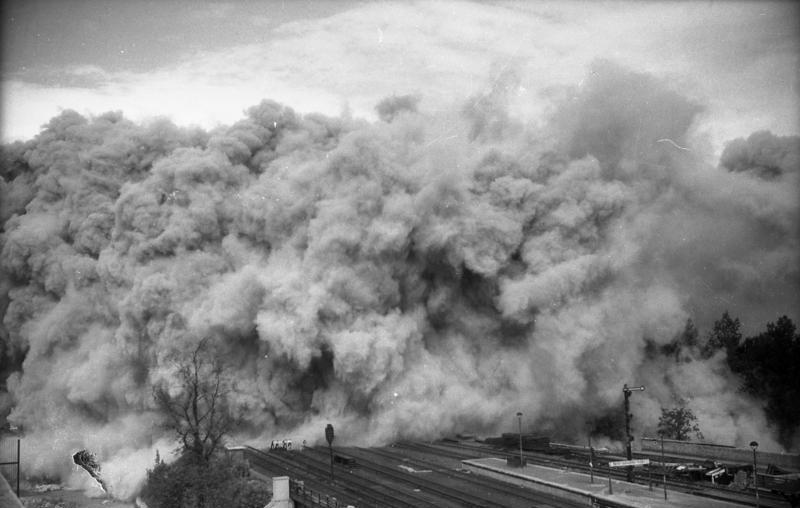
Demolizione del bunker il 4 settembre 1947
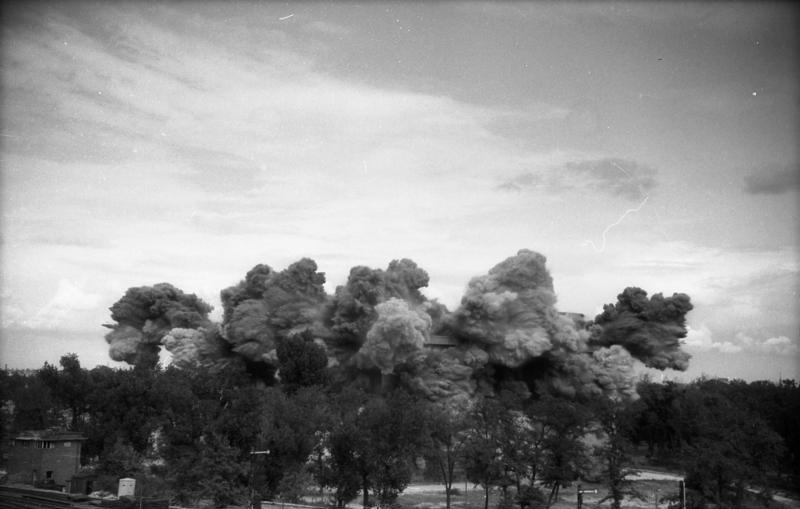
Demolizione totale del bunker

## Il bunker
I resti del bunker della sede del comando della 1. Flak-Division sono stati utilizzati dopo la fine della guerra e fino al gennaio 1947 come rifugio.

## Comandanti
| Grado            | Nome               | Periodo                                  |
| ---------------- | ------------------ | ---------------------------------------- |
| Tenente generale | Ludwig Schilffarth | dal 1º settembre 1941 al 20 gennaio 1943 |
| Maggior generale | Max Schaller       | dal 20 gennaio 1943 al 9 aprile 1944     |
| Tenente generale | Erich Kreßmann     | dal 10 aprile 1944 al 5 novembre 1944    |
| Maggior generale | Kurt von Ludwig    | dal 5 novembre 1944 al 15 novembre 1944  |
| Maggior generale | Otto Sydow         | dal 15 novembre 1944 al 2 maggio 1945    |